# Linda Knowles
Pour les articles homonymes, voir Knowles.
Linda Knowles (née le 28 avril 1946) est une athlète britannique, spécialiste du saut en hauteur. 
Elle remporte la médaille de bronze du saut en hauteur lors des championnats d'Europe 1962, devancée par la Roumaine Iolanda Balaş et la Yougoslave Olga Gere.
Elle se classe deuxième des Jeux européens en salle 1967, et deuxième des Universiades d'été de 1967.
Elle participe aux Jeux olympiques de 1964 mais ne parvient pas à franchir les qualifications du saut en hauteur.
Elle est l'épouse de Lennart Hedmark.